# 구 시바리큐 은사 정원

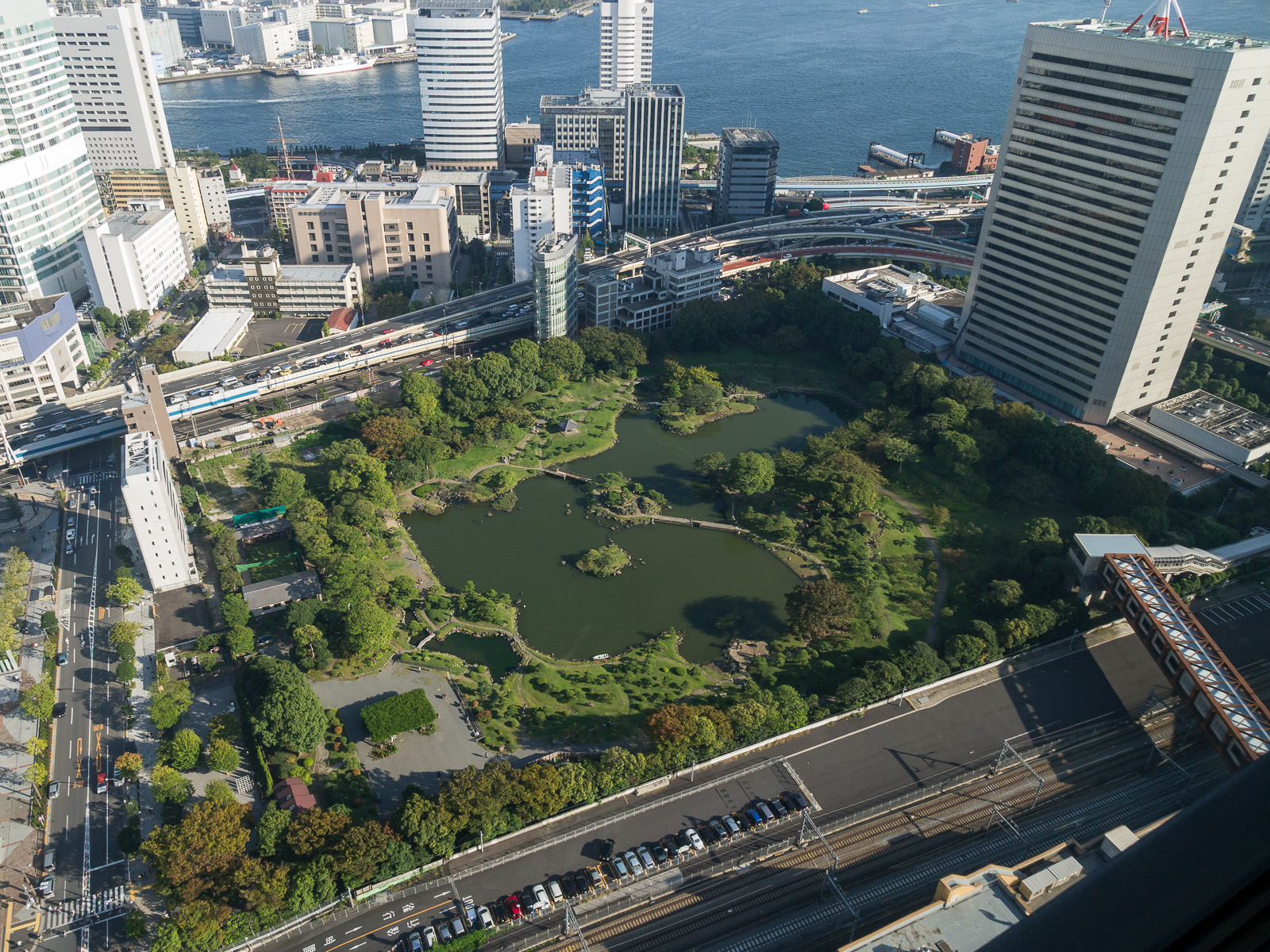
구 시바 이궁 은사 정원

도쿄 도립 구 시바 리큐 은사 정원(東京都立旧芝離宮恩賜庭園)은 도쿄도 미나토구 해안에 위치한 도립 정원이다. 에도 막부의 로주 오쿠보 다다토모(大久保忠朝)의 정원 라쿠주엔(楽寿園)으로 조성되어 궁내청이 관리하는 이궁을 거쳐 1924년에 도쿄시에 하사되었다. 구 시바 리큐 은사 공원으로 공개되었다.